# Zhiro Co
Zhiro Co (kinesiska: Zhiruo Cuo, 直若错) är en sjö i Kina. Den ligger i den autonoma regionen Tibet, i den sydvästra delen av landet, omkring 550 kilometer nordväst om regionhuvudstaden Lhasa. Omgivningarna runt Zhiro Co är i huvudsak ett öppet busklandskap.
Genomsnittlig årsnederbörd är 321 millimeter. Den regnigaste månaden är augusti, med i genomsnitt 75 mm nederbörd, och den torraste är januari, med 3 mm nederbörd.